# Georgina Evers-Swindell
Georgina Evers-Swindell, född den 10 oktober 1978 i Hastings i Hawke's Bay, är en nyzeeländsk roddare.
Hon tog OS-guld i dubbelsculler i samband med de olympiska roddtävlingarna 2008 i Peking.